# پنترات

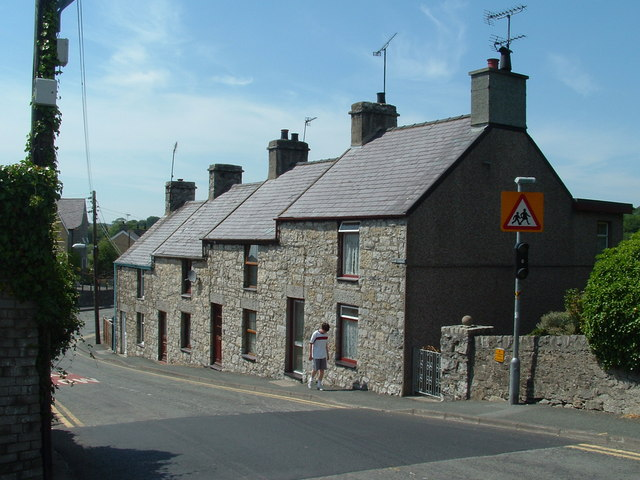

پنترات (انگلیسی: Pentraeth) روستا و جامعه در جزیره انگلسی، شمال ولز است.